# Subcontinente

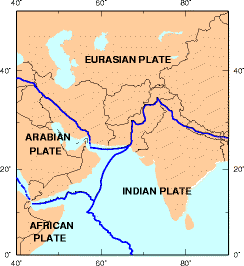
La placca indiana è chiamata anche subcontinente indiano. Confina con la placca euroasiatica, la placca africana e la placca arabica.

Un subcontinente (o sottocontinente) è una larga parte di un continente. Non c'è accordo su cosa costituisca un sottocontinente; generalmente, un sottocontinente è separato dal resto del continente da qualcosa come una catena montuosa o da placche tettoniche.

## Identificazione geologica/geografica
Nelle placche tettoniche, una piccola placca continentale connessa ad una grande placca continentale può essere chiamata subcontinente. In questo senso, si possono riconoscere il subcontinente indiano sulla placca indiana e il subcontinente arabico sulla placca arabica. Il secondo però non è chiamato comunemente subcontinente dal punto di vista geografico a causa della mancanza di un confine geografico e della varietà climatica. 
Geograficamente, l'Europa è spesso descritta come un subcontinente dell'Eurasia, una vasta massa di terra in cui Europa e Asia sono delimitate da catene montuose, corsi di fiumi e mari interni. Nordamerica e Sudamerica sono a volte considerate due subcontinenti del continente America (chiamato perciò, a volte, Americhe, al plurale), perché connesse da un istmo e non separate da oceani. Africa ed Eurasia, o Africa, Europa ed Asia, sono considerate a volte come subcontinenti del continente Africa-Eurasia, per la stessa ragione. A volte, infine, le Americhe e l'Africa-Eurasia sono invece chiamate supercontinenti, ovvero composte da più continenti.

## Identificazione culturale
Il termine subcontinente indiano è usato anche culturalmente e politicamente. Esso comprende India, Pakistan, Bangladesh, Nepal, Maldive, Bhutan e Sri Lanka. La regione ha diverse variazioni geografiche come deserti, altopiani, foreste pluviali, montagne e una miriade di linguaggi, etnie e religioni. 
A volte, le subregioni dei continenti sono del tutto simili ai sottocontinenti, visto che le loro culture sono così differenti dal resto del continente, come l'America centrale e il Medio Oriente.